# 赖秀华
赖秀华（1953年—），广东五华人，汉族，中华人民共和国政治人物、第十一届全国人民代表大会广东地区代表。
担任五华县华城镇湖田村党支部书记兼村委会主任，是中共党员。2008年起担任全国人大代表。